# Tongcheng, Anqing
Tongcheng är en stad på häradsnivå som tillhör Anqings stad på prefekturnivå i provinsen Anhui i östra Kina.
Orten var tidigare ett härad, men ombildades till en stad på häradsnivå 1996. Tongcheng är känt för att ha varit ett viktigt kulturellt och intellektuellt centrum under Qingdynastin, och många ämbetsmän från regionen fick hög ställning i riket.
Tongcheng är indelat i tre stadsdelsdistrikt och 12 köpingar.
Stadsdelsdistrikt (jiedao):

- Longmian (龙眠街道)
- Longteng (龙腾街道)
- Wenchang (文昌街道)

Köpingar (zhen):

- Daguan (大关镇)
- Fangang (范岗镇)
- Huangjia (黄甲镇)
- Jinshen (金神镇)
- Kongcheng (孔城镇)
- Lüting (吕亭镇)
- Qingcao (青草镇)
- Shuanggang (双港镇)
- Tangwan (唐湾镇)
- Xindu (新渡镇)
- Xizihu (嬉子湖镇)
- Xunyu (鲟鱼镇)